# Marco Schabauer
Marco Schabauer (* 21. Oktober 2005) ist ein österreichischer Fußballspieler.

## Karriere
Schabauer begann seine Karriere beim SC Aspang. Zur Saison 2017/18 wechselte er zum USV Scheiblingkirchen-Warth. Zur Saison 2018/19 wechselte er in die AKA St. Pölten, in der er fortan sämtliche Altersstufen durchlief. Zur Saison 2023/24 schloss er sich den Amateuren des LASK an. In seiner ersten Spielzeit in der Regionalliga erzielte er sechs Tore in 26 Einsätzen.
Im Juli 2024 wurde Schabauer auf Kooperationsbasis an den Zweitligisten Admira Wacker verliehen. Sein Debüt in der 2. Liga gab er im September 2024, als er am fünften Spieltag der Saison 2024/25 gegen den SK Rapid Wien II in der 86. Minute für Manuel Holzmann eingewechselt wurde. Während der Leihe kam er zu zwölf Zweitligaeinsätzen für die Admira, in denen er einmal traf. Im Juni 2025 wurde er fest von den Niederösterreichern verpflichtet.